# Graham Brady

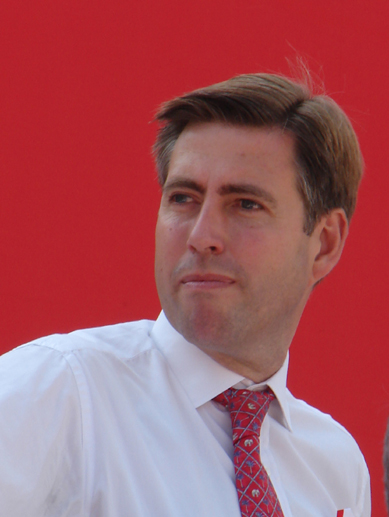
Graham Brady (2007)

Graham Stuart Brady, Baron Brady of Altrincham (* 20. Mai 1967 in Salford) ist ein britischer Politiker der Conservative Party.

## Familie und Ausbildung
Geboren in Salford in Greater Manchester erhielt Brady seine schulische Bildung an der Altrincham Grammar School for Boys in Altrincham. Hieran schloss sich ein Studium der Rechtswissenschaft an der University of Durham an, das er 1989 abschloss. Brady traf seine Frau Victoria Lowther in Durham. Die beiden heirateten 1992 und haben eine Tochter und einen Sohn. Die Familie lebt in Altrincham.

## Beruflicher Werdegang
Nach seinem Studium trat er eine Stelle als Berater für Öffentlichkeitsarbeit bei Shandwick in London an. 1990 wurde er Mitglied im Centre for Policy Studies. Zwei Jahre später übernahm er die Leitung der Abteilung Öffentlichkeitsarbeit beim Waterfront Partnership.

## Politische Karriere
Brady schloss sich mit 16 Jahren der Conservative Party an. Während seines Studiums saß er der politischen Hochschulgruppe seiner Partei vor. Bei den Unterhauswahlen 1997 trat er als Nachfolger von Fergus Montgomery im Wahlkreis Altrincham and Sale West als Kandidat an. Er setzte sich mit einem Vorsprung von 1.505 Stimmen gegen die Kandidatin der Labour Party durch. Seine Antrittsrede im House of Commons hielt er am 2. Juni 1997.
Nach seiner Wahl wurde Brady Mitglied des Ausschusses für Erziehung und Arbeit. 1999 wurde er Parlamentarischer Privatsekretär des Vorsitzenden der Conservative Party Michael Ancram. Im folgenden Jahr ernannte ihn William Hague zunächst zum Whip der Opposition. Noch im selben Jahr stieg Brady zum erziehungs- und arbeitspolitischen Sprecher der Oppositionsfraktion auf. Bei den Unterhauswahlen 2001 gelang es ihm, seinen Sitz mit 46,2 % der Stimmen zu verteidigen. In der bis 2005 dauernden Legislaturperiode war er erziehungspolitischer Sprecher seiner Partei und ab 2003 Parlamentarischer Privatsekretär von Oppositionsführer Michael Howard. Ab 2004 war er außenpolitischer Sprecher der Opposition und zugleich Schattenminister für Europaangelegenheiten. Zwischen 2004 und 2005 arbeitete er zudem im Büro des stellvertretenden Premierministers. Seit 2007 gehört er zudem dem Finanzausschuss im House of Commons an. Bei den Wahlen 2005 und 2010 wurde Brady jeweils im Amt bestätigt, wobei er seinen Vorsprung stetig ausbauen konnte. Am 29. Mai 2007 trat er von seinem Amt als Schattenminister für Europaangelegenheiten zurück. Grund hierfür war ein Streit mit David Cameron über den Fortbestand der Grammar Schools. Während des Spesenskandals 2011 wurde festgestellt, dass Brady, der seine Frau als Assistentin beschäftigt, zwischen 40.000 und 45.000 Pfund Sterling an Gehältern aus Staatsmitteln an Familienangehörige bezahlt.
Seit Mai 2010 ist Brady Vorsitzender des 1922-Komitees, der parlamentarische Vereinigung konservativer Mitglieder des britischen House of Commons. Nach der am 24. Mai 2019 erfolgten Rücktrittsankündigung von Parteichefin Theresa May legte auch Brady sein Amt nieder. Zuvor hatten ihn Parteifreunde gedrängt, für Mays Nachfolge zu kandidieren. Am 20. Januar 2020 wurde er als Vorsitzender des Komitees wiedergewählt.
Zur britischen Unterhauswahl 2024 trat er nicht mehr an und schied aus dem House of Commons aus. Am 19. August 2024 wurde er als Baron Brady of Altrincham, of Birch-in-Rusholme in the County of Greater Manchester, zum Life Peer erhoben und ist dadurch seither Mitglied des House of Lords.